# Équipe de France féminine de baseball
Uniformes
L'équipe de France de baseball féminin représente la Fédération française de baseball et softball lors des compétitions internationales comme la Coupe du monde et le Championnat d'Europe.

## Histoire
La Fédération française de baseball et softball organise des détections en janvier et en mai 2019 dans l'optique de créer une équipe féminine de baseball pouvant participer au Championnat d'Europe de baseball féminin 2019 organisé en France.
L'équipe composée de spécialistes du baseball et de joueuses provenant du softball est menée par le Canadien André Lachance, nommé manager de la sélection en avril 2019. Les Françaises accèdent en finale du championnat d'Europe 2019 après avoir terminées invaincues en phase de groupes. Elles sont sacrées championnes d'Europe, dominant les Pays-Bas en finale sur le score de 5-2, et se qualifient pour la Coupe du monde 2020.

## Palmarès
- Championnat d'Europe :
  - Vainqueur (2) : 2019, 2022.